# Jobinia chlorantha
Jobinia chlorantha är en oleanderväxtart som först beskrevs av Karl Moritz Schumann, och fick sitt nu gällande namn av Gustaf Oskar Andersson Malme. Jobinia chlorantha ingår i släktet Jobinia och familjen oleanderväxter. Inga underarter finns listade i Catalogue of Life.